# Neoclypeodytes fryii
Neoclypeodytes fryii är en skalbaggsart som först beskrevs av Clark 1862.  Neoclypeodytes fryii ingår i släktet Neoclypeodytes och familjen dykare. Inga underarter finns listade i Catalogue of Life.